# (32336) 2000 QB86
2000 QB86 (asteroide 32336) é um asteroide da cintura principal. Possui uma excentricidade de 0.08474690 e uma inclinação de 4.70023º.
Este asteroide foi descoberto no dia 25 de agosto de 2000 por LINEAR em Socorro.